# استان انو
استان انو (به فرانسوی: Hainaut) در منطقه فدرال والوون در کشور بلژیک واقع شده‌است.